# Ann-Kathrin Linsenhoff
Ann-Kathrin Linsenhoff (Düsseldorf, 1 augustus 1960) is een voormalig Duitse amazone, die gespecialiseerd was in dressuur. Linsenhoff nam deel aan de Olympische Zomerspelen 1988 en behaalde hier de gouden medaille in de landenwedstrijd en de achtste plaats individueel. Linsenhoff won tevens tweemaal de landenwedstrijd dressuur tijdens de Wereldruiterspelen in 1990 en 2002. Haar moeder Liselott Linsenhoff won zowel olympisch dressuur goud individueel als in de landenwedstrijd.

## Resultaten
- Olympische Zomerspelen 1988 in Seoel: 8e dressuur met Courage
- Olympische Zomerspelen 1988 in Seoel  landenwedstrijd dressuur met Courage
- Wereldruiterspelen 1990 in Stockholm  landenwedstrijd dressuur met Golfstom
- Wereldruiterspelen 2002 in Jerez de la Frontera 16e dressuur met Renoir-unicef
- Wereldruiterspelen 2002 in Jerez de la Frontera  landenwedstrijd dressuur met Renoir-unicef

1928: von Langen, Linkenbach, Lotzbeck ·
1932: Lesage, Marion, Jousseaume ·
1936: Pollay, Gerhard, Oppeln-Bronikowski ·
1948: Jousseaume, Saint-Fort Paillard, Buret ·
1952: Saint Cyr, Boltenstern, Persson ·
1956: Saint Cyr, Boltenstern, Persson ·
1964: Boldt, Klimke, Neckermann ·
1968: Neckermann, Klimke, Linsenhoff ·
1972: Petoesjkova, Kizimov, Kalita ·
1976: Boldt, Klimke, Grillo ·
1980: Kovsjov, Oegrjoemov, Misevitsj ·
1984: Klimke, Sauer, Krug ·
1988: Klimke, Linsenhoff, Theodorescu, Uphoff ·
1992: Balkenhol, Uphoff, Theodorescu, Werth ·
1996: Balkenhol, Schaudt, Theodorescu, Werth ·
2000: Werth, Capellmann, Salzgeber, Simons-de Ridder ·
2004: Kemmer, Schmidt, Schaudt, Salzgeber ·
2008: Kemmer, Capellmann, Werth ·
2012: Hester, Bechtolsheimer, Dujardin ·
2016: Rothenberger, Schneider, Bröring-Sprehe, Werth ·
2020: von Bredow-Werndl, Schneider, Werth ·
2024: Wandres, von Bredow-Werndl, Werth
- Gemeinsame Normdatei: 13957641X
- International Standard Name Identifier: 0000 0000 7174 901X
- Virtual International Authority File: 101301619
- WorldCat: E39PBJm98kD39FMdQkkRfWpgKd